# Рейвен, Питер
Пи́тер Ре́йвен (англ. Peter Hamilton Raven; род. 13 июня 1936) — американский учёный, ботаник. Труды в основном посвящены также биологическому разнообразию, охране окружающей среды. Получил известность своими работами по коэволюции растений и бабочек, написанными в соавторстве с Полом Эрлихом. Также известны работы по биологии, таксономии и систематике растений.
Эмерит-президент Ботанического сада Миссури, возглавляемого им в 1971—2010 годах.
Член Национальной академии наук США (1977), Папской академии наук (1990), иностранный член Российской академии наук (АН СССР, 1988), Китайской академии наук (1994), Лондонского королевского общества (2002).
В 1992 году подписал «Предупреждение человечеству».
Журнал «Тайм» называл его «Героем планеты» (Hero for the Planet).
Попечитель Национального географического общества США и председатель его комитета по исследованиям и эксплорации.

## Награды и отличия
- Стипендия Гуггенхайма (1969—70)[10]
- Стипендия Мак-Артура (1985)[11]
- Международная премия по биологии (1986)
- Delmer S. Fahrney Medal, Институт Франклина (1989)
- Премия Volvo за защиту окружающей среды (1992)
- Премия Тайлера (1994)
- Sasakawa Environment Prize, Программа ООН по окружающей среде (1995)[12]
- AAAS Philip Hauge Abelson Prize[англ.] (1997)
- Золотая медаль Энглера (Engler Medal in Gold) (1999)
- Национальная научная медаль США (2000)
- Veitch Memorial Medal[англ.] (2003)
- International Cosmos Prize (2003)
- ANZAAS Medal[англ.] (2004)
- Kew International Medal[англ.] (2009)
- Медаль Хаббарда (2018), старейшая и наипрестижнейшая награда Национального географического общества США